# Катаргин, Николай Владимирович
Николай Владимирович Катаргин (1930 — 1996) — токарь Пермского машиностроительного завода имени В. И. Ленина (сейчас — ОАО «Мотовилихинские заводы»), Герой Социалистического Труда, Почётный гражданин города Перми.

## Биография
Николай Владимирович Катаргин происходит из рабочей династии, представители которой, начиная с его прадеда Александра Антроповича, работали на Мотовилихинских заводах. Поступил на завод во время Великой Отечественной войны, в 1944 году, когда ему исполнилось 14 лет. Николай Владимирович неоднократно выступал инициатором социалистических соревнований и трудовых вахт. В 1966 году он был награждён Орденом Ленина, а в 1971 году ему было присвоено звание «Герой Социалистического Труда».
В 1980 году за доблестный труд и активную общественную работу Николай Владимирович Катаргин был удостоен звания «Почётный гражданин города Перми».

## Публикации
- Н. В. Катаргин. Ради общего дела. — Журнал «Знамя», № 1, 1969.
- Н. В. Катаргин. Девиз бригады — досрочно: [Рассказ токаря-станочника Перм. машиностроит. з-да им. В. И. Ленина] — Пермь: Кн. изд-во, 1983. 151 с.